# Église Saint-Barthélemy de Cruzy-le-Châtel
L'église Saint-Barthélemy de Cruzy-le-Châtel est située sur la commune de Cruzy-le-Châtel, dans le département de l'Yonne, en France.

## Historique
L'édifice est inscrit au titre des monuments historiques par arrêté du 13 août 1998.